# Till the World Ends
"Till the World Ends" är en låt av den amerikanska artisten Britney Spears. Låten släpptes som den andra singeln ifrån studioalbumet Femme Fatale den 4 mars 2011. Låten är skriven av Kesha Sebert, Lukasz "Dr. Luke" Gottwald, Alexander Kronlund och Max Martin.